# Blue Bird Inn

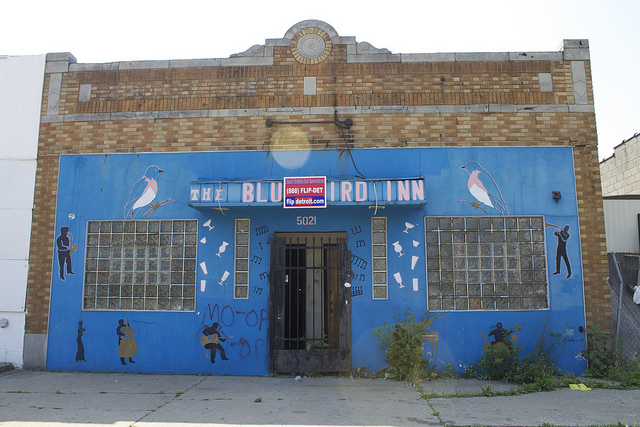
Blue Bird Inn (2011)

Der Blue Bird Inn ist ein Detroiter Jazzclub, der seine größte Bekanntheit in der Hardbop-Ära während der 1950er Jahre erlebte.
Der von Clarence Eddins († 1992) geführte Jazzclub Blue Bird Inn (5021 Tireman Street), im westlichen Teil von Detroit gelegen, war seit den 1930er Jahren Musikveranstaltungsort, doch erst 1948 wurde er von den Besitzern zu einer Spielstätte des Modern Jazz, als der Pianist Phil Hill als Hausmusiker eingestellt wurde. Dieser holte in seine Band Bebop-Musiker, den Vibraphonisten Abe Woodly und den Schlagzeuger Art Mardigian. Die Combo um Phil Hill begleitete 1949 den Tenorsaxophonisten Wardell Gray (mit dem im folgenden Jahr ein Album für Prestige Records aufgenommen wurde). Anfang 1950 spielte dort das Tommy Flanagan/Frank Foster-Quartett.
In den folgenden Jahren traten hier Musiker auf wie Yusef Lateef, Pepper Adams, Donald Byrd,  Frank Gant, Thad Jones, Ernie Farrow, Kiane Zawadi, Barry Harris, Elvin Jones und später auch Joe Henderson. Charlie Parker stieß bei Jamsessions hinzu; Miles Davis spielte hier 1953 erstmals und kehrte später regelmäßig zurück. Die Hausband um Hill wurde Anfang der 1950er Jahre durch das Quintett von Billy Mitchell ersetzt, in dem Elvin Jones mit seinem Bruder Thad spielte. 1953 übernahm Clarence Eddins den Club von der Familie DuBois, die ihn zuvor geführt hatte. Ende der 1950er Jahre wurde das Blue Bird zur Spielstätte landesweit bekannter Künstler, wie Horace Silver, Art Blakey, Jimmy Smith, aber vor allem ehemaliger Detroiter wie Sonny Stitt, Thad Jones und Milt Jackson. In den 1960er Jahren bis Anfang der 1970er wurden im Blue Bird Inn weiterhin Musikveranstaltungen durchgeführt, doch ließ die Bekanntheit merklich nach. Dann wird das Blue Bird Inn als Bar weitergeführt, ohne dass dort Veranstaltungen stattfinden; Seit 2019 wird dort wieder Jazz gespielt.
Thad Jones widmete dem Club seine Komposition 5021; Tommy Flanagan Beyond the Bluebird, das Titelstück seines gleichnamigen Timeless-Albums (1990) mit Kenny Burrell, George Mraz und Lewis Nash.